# Прізендорф
Прізендорф (нім. Priesendorf) — громада в Німеччині, розташована в землі Баварія. Підпорядковується адміністративному округу Верхня Франконія. Входить до складу району Бамберг. Складова частина об'єднання громад Лісберг.
Площа — 8,35 км2. Населення становить 1486 ос. (станом на 31 грудня 2020).